# Gera (stad)
Gera är en kretsfri stad i det tyska förbundslandet Thüringens allra östligaste del. Staden ligger vid floden Weisse Elster ungefär 205 meter över havet. Staden är uppdelad i 40 stadsdelar och är den näst största i delstaten. Invånarna kallas för Geraer.
Området där Gera är beläget har varit bebott av människor i omkring 80 000 år och strax söder om staden, vid orten Weida, var den sydligaste utbredningen av inlandsisen under istiden.
Huvuddelen av de industrier som fanns i staden under DDR-tiden existerar inte längre eller har inte längre någon stor betydelse för staden. Däribland var dragspelstillverkningen vilken hade stor påverkan på svensk dragspelsproduktion i början av 1900-talet. För närvarande finns de största fabrikerna inom livsmedels- och kosmetikområdet.
Från den 27 april till den 14 oktober 2007 arrangerade Gera tillsammans med Ronneburg den tyska trädgårdsutställningen "Bundesgartenschau".

## Historia
Platsen omnämndes först 995 e.Kr och fick sina stadsrättigheter före år 1327. Staden skövlades av svenska soldater under trettioåriga kriget 1639 då en stor del av staden brändes ned. Omfattande stadsbränder härjade Gera 1686  och 1780. Från medeltiden till 1918 var Gera huvudstad i det ena av de reussiska furstendömena, Reuss-Gera. Furstarna residerade under många år på Schloss Osterstein utanför staden. Gera var huvudort i Bezirk Gera 1952–1990.

## Vänorter
| - Saint-Denis (Frankrike), sedan 1950 - Sliwen (Bulgarien), sedan 1965 - Skierniewice (Polen), sedan 1965 - Pskov (Ryssland), sedan 1969 - Plzeň (Tjeckien), sedan 1970 - Kuopio (Finland), sedan 1972 - Timișoara (Rumänien), sedan 1984 - Arnhem (Nederländerna), sedan 1987 - Rostov-na-Donu (Ryssland), sedan 1987 - Nürnberg (Bayern), sedan 1988 - Fort Wayne, delstat Indiana (USA), sedan 1992 - Goražde (Bosnien och Hercegovina), sedan 2002 |

## Sevärdheter

### Byggnader
- Historiska stora torget med Rådhuset (byggt 1576, renässans), Simsonbrunnen och Stadsapoteket (renässans)
- Slottsruinen och tornet Osterstein
- "Geraer Höhler" (gamla stora ölkällare)
- Djurpark med parktåg

### Museer, konst och kultur
- Otto-Dix-huset (födelsehem för konstnären Otto Dix)
- Orangeri med stadens konstsamling
- Stadsmuseum
- Naturhistoriska museet
- Huset Schulenburg (arkitekt: Henry van de Velde)
- Teatern (byggd 1902, Jugendstil)

### Kyrkor

#### Evangeliska
- St. Johannis (Nygotik)
- St. Salvator (utvändigt Barockens arkitektur, invändigt jugendstil)
- St. Marien
- St. Trinitatis

#### Katolska
- St. Elisabeth
- Heiliger Maximilian Kolbe

#### Nyapostoliska
- Nyapostoliska kyrkan

### Parker
- Hofwiesenpark (här hölls Bundesgartenschau 2007)

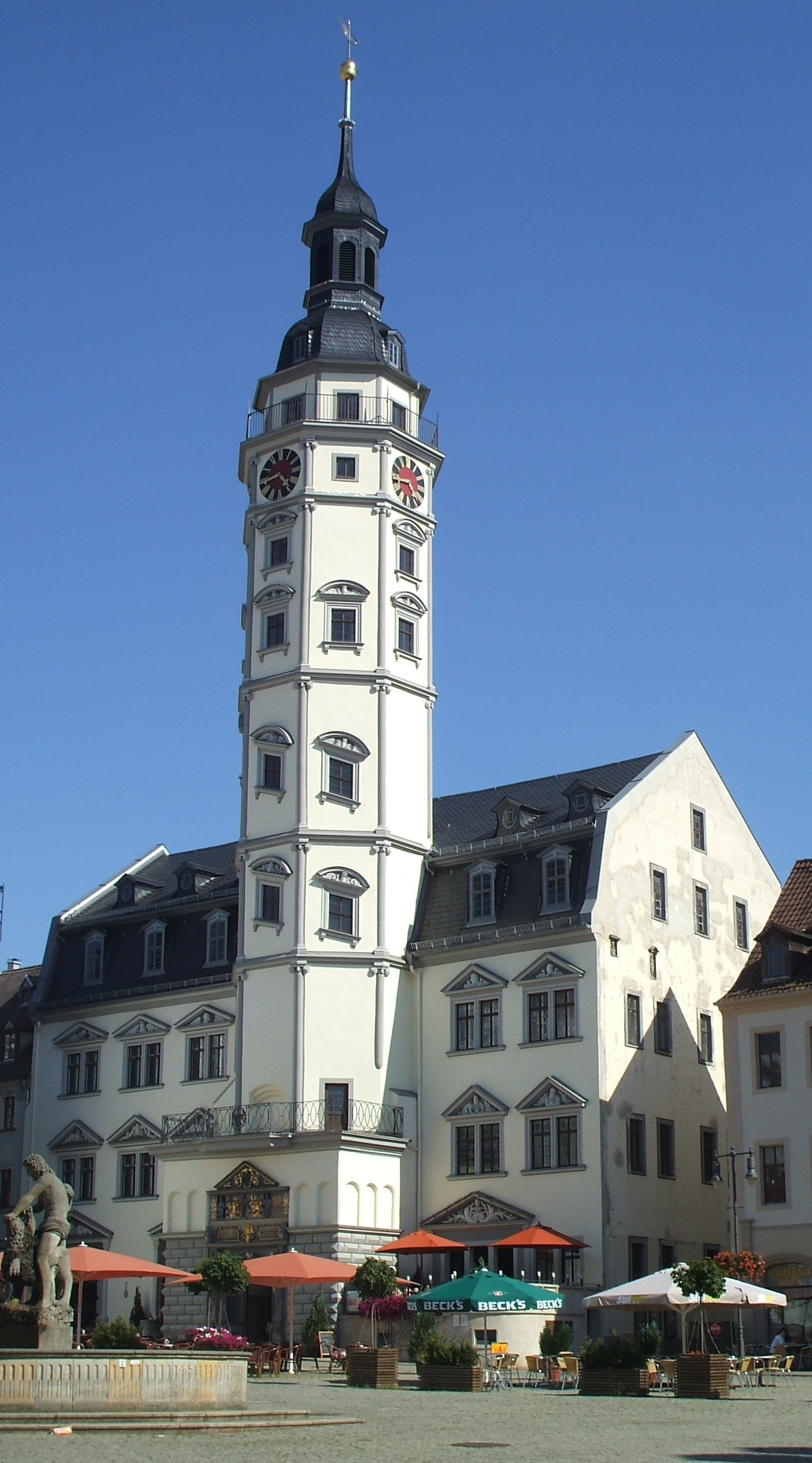
Rådhuset
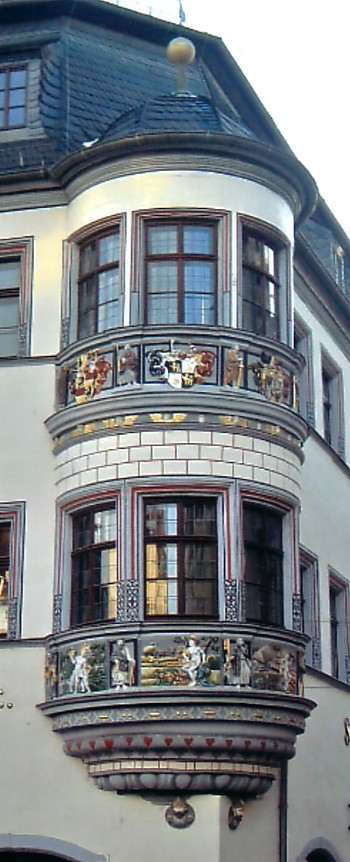
Detalj vid stadens apotek
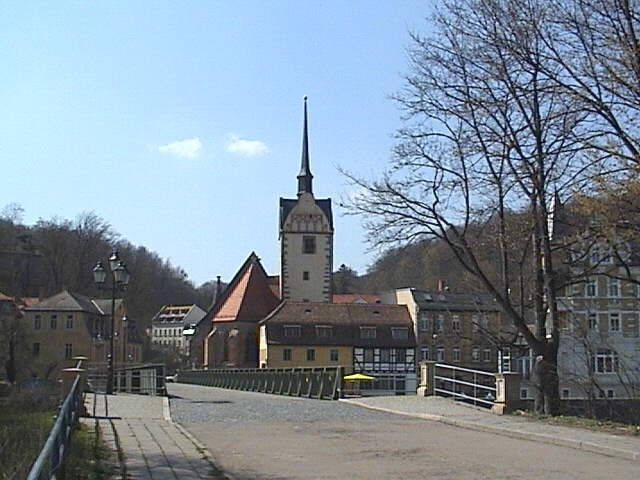
Kyrkan St. Marien i Gera-Untermhaus
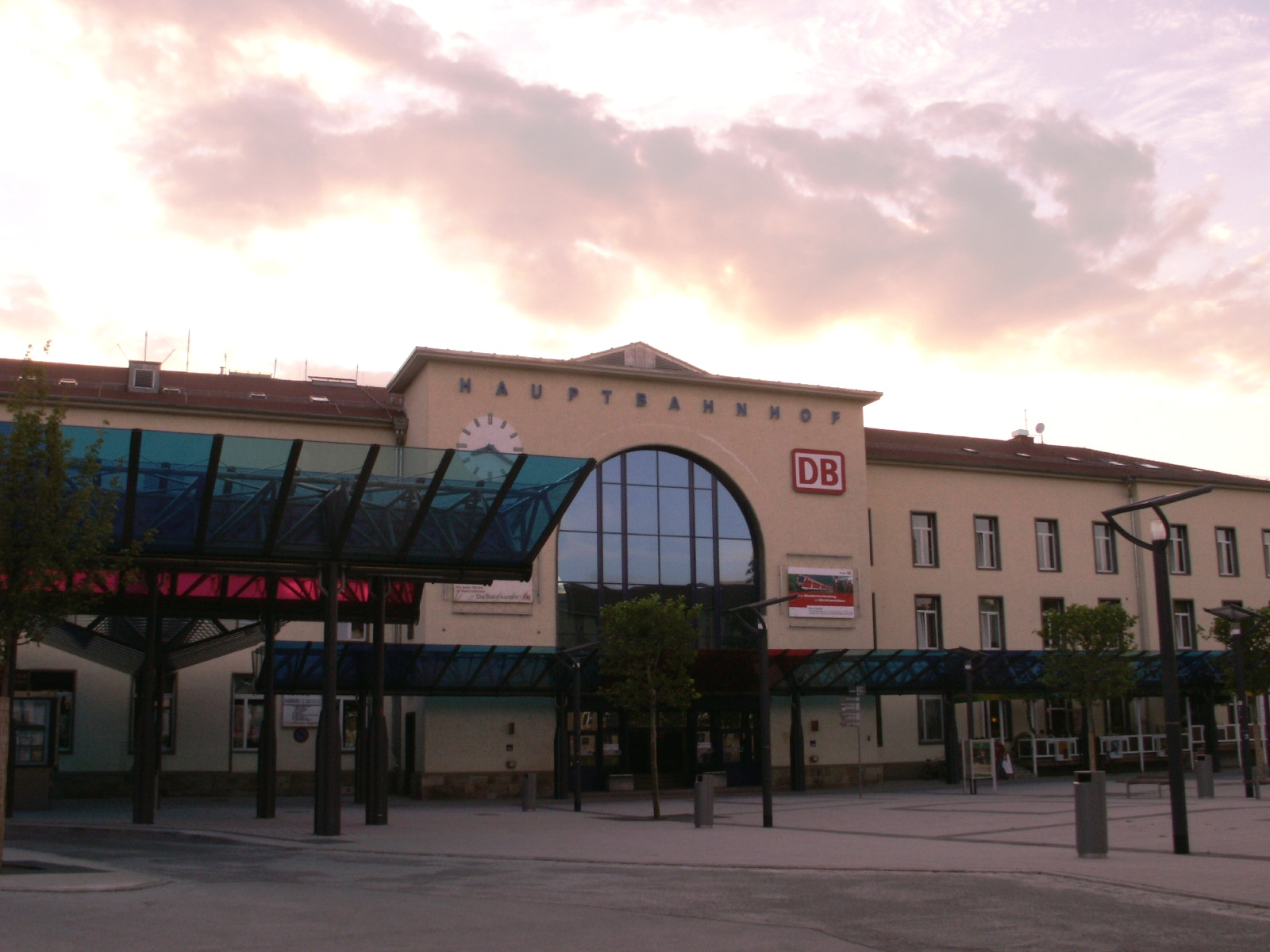
Järnvägsstationen

## Kända personer
- Georg Buschner, fotbollstränare
- Otto Dix, konstnär
- Heike Drechsler, friidrottare
- Marlies Göhr, friidrottare
- Hanka Kupfernagel, cyklist
- Olaf Ludwig, cyklist
- Wolfgang Tiefensee, politiker